# Wilhelminaoord
Wilhelminaoord est un village situé dans la commune néerlandaise de Westerveld, dans la province de Drenthe. Le 1er janvier 2008, le village comptait 810 habitants.